# 三条市民球場
三条市総合運動公園市民球場（さんじょうし そうごううんどうこうえん しみんきゅうじょう）は、新潟県三条市の三条市総合運動公園（槻の森運動公園）内にある野球場。一般には三条市民球場（さんじょうしみんきゅうじょう）と呼ばれる。施設は三条市が所有し、丸富が指定管理者として運営管理を行っている。
施設命名権（ネーミングライツ）導入により、呼称を三条パール金属スタジアム（さんじょうパールきんぞくスタジアム）としている。

## 概要・歴史
三条市の市制60周年記念事業の一環で整備され、1995年2月28日、新潟県で初めてプロ野球公式戦開催規格を充足する野球場として竣工した。

### NPB公式戦
- 1995年6月10日:近鉄バファローズ対日本ハムファイターズ戦

### NPB2軍
- 2024年～：オイシックス新潟アルビレックス・ベースボール・クラブ

2023年までは独立リーグであるBCリーグで活動していたが、2024年からはNPB2軍に転籍した。
- 2009年～2023年（11年除く）：阪神タイガースが毎年2試合

阪神ファーム戦は「三条野球まつり」として開催されていた。2024年からはオイシックス新潟のNPB2軍参戦に伴い、阪神主催とまつりとしての開催は無くなったが、オイシックス新潟が本球場で試合する際の対戦相手として阪神が招かれている。
- 2011～2012年：ヤクルト
- ～2008年：読売ジャイアンツ（巨人）が毎年春（5月もしくは6月）に1試合

| 日付          | 対戦相手     | 観客動員数 | 結果・責任投手・備考        |
| ------------- | ------------ | ---------- | --------------------------- |
| 2009年5月30日 | ソフトバンク | 3,980人    | 〇5-2 岩田                  |
| 2009年5月31日 | ソフトバンク | -          | 雨天中止                    |
| 2010年8月7日  | ソフトバンク | 1,733人    | ●4-6 筒井                   |
| 2010年8月8日  | ソフトバンク | 1,652人    | ●7-12 上園 8回雨天コールド  |
| 2012年6月16日 | 中日         | 1,146人    | ●4-5 横山                   |
| 2012年6月17日 | 中日         | 1,342人    | 〇4-2 岩本                  |
| 2013年6月15日 | 中日         | 1,315人    | 〇4-0 秋山                  |
| 2013年6月16日 | 中日         | 1,868人    | 〇5-3 岩田                  |
| 2014年7月26日 | 中日         | 1,344人    | 〇6-0 岩貞                  |
| 2014年7月27日 | 中日         | 1,064人    | ●0-3 小川                   |
| 2015年6月6日  | 日ハム       | 1,259人    | 〇5-4 岩崎                  |
| 2015年6月7日  | 日ハム       | 1,465人    | 〇2-1 歳内                  |
| 2016年6月4日  | ソフトバンク | 1,591人    | ●0-5 松田（相手先発：攝津） |
| 2016年6月5日  | ソフトバンク | 1,575人    | 〇5-4 筒井                  |
| 2017年8月19日 | 日ハム       | 1,244人    | ●5-6 メンデス（先発：榎田） |
| 2017年8月20日 | 日ハム       | 1,560人    | ●1-2 松田                   |
| 2018年6月23日 | ヤクルト     | 1,599人    | ●5-9 谷川                   |
| 2018年6月24日 | ヤクルト     | 1,764人    | 〇11-1 青柳                 |
| 2019年8月17日 | 日ハム       | 1,635人    | 〇8-7 岩貞                  |
| 2019年8月18日 | 日ハム       | 1,659人    | 〇9-8 藤浪                  |
| 2022年8月27日 | 巨人         | 976人      | 〇4-1 小川                  |
| 2022年7月29日 | 広島         | 1,504人    | 〇8-3 桐敷                  |
| 2023年7月8日  | 西武         | -          | 雨天中止                    |
| 2023年7月9日  | 西武         | 2,122人    | ●5-8 茨木                   |

| 日付          | 対戦相手 | 観客動員数 | 結果・備考        |
| ------------- | -------- | ---------- | ----------------- |
| 2011年6月11日 | 巨人     | 2,508人    | 〇2-0             |
| 2011年6月12日 | 巨人     | 2,252人    | ●1-3              |
| 2012年7月28日 | 巨人     | 1,547人    | ●0-6 ナイター開催 |

- 2012年7月28日にはヤクルトvs巨人のファーム戦がナイターで開催され、1,547人が観戦し、6-0で巨人が勝利した[2]。尚、翌日は長岡での開催となった。

### 独立リーグ・BCリーグ
- 新潟市と長岡市のほぼ中間点に位置し、かつ設備が県内の野球場の中では比較的整っていることなどからベースボール・チャレンジ・リーグの新潟アルビレックス・ベースボール・クラブが球団創設の2007年以来、2010年代前半まではホームゲームの主たる開催野球場としてきた。2015年には新潟が出場したグランドチャンピオンシップ1試合が開催されている[3]。しかし、2010年代後半以降はリーグ公式戦の開催数は減少傾向にある（2015年は4試合、2016年は3試合、2017年は2試合、2018年は2試合、2019年は3試合、2020年以降は各2試合）[4]。なお2024年からは新潟のNPB2軍参戦に伴い「BCリーグ」としての開催は無くなった。

### アマチュア野球
主に高校野球公式戦が開催されている。2008年には開場以来初のメイン開催地となり、開閉会式と準決勝以降の試合が行われた。この他、少年野球や中学硬式野球（シニアリトルリーグ）などの大会も多く開かれている。また2009年に開催されたトキめき新潟国体では、軟式野球競技のメイン会場となった。
ナイター開催ができるよう照明設備が設置されているものの照度が少ないため、プロ野球（1軍）のナイター開催は不可能（ただしBCリーグは一部公式戦をナイターで開催している）。また交通の便が悪い（駐車場が少ない上に周辺道路の整備が遅れている事、定期バスの本数が少ない事など）等、問題点もままある。なおBCリーグのナイター開催に於いては三塁側場外に集落が近接しており、午後8時以降は鳴り物を使用した応援が禁止されている。
市民球場の隣接地（一塁側場外）には全面クレー舗装の多目的広場（球技場などとして使用可能）がある。運動公園建設当初は陸上競技場として整備される予定だったが財政難により実現せず、2004年7月に発生した7.13水害被災者向けの仮設住宅用地に一時転用された後、2007年から供用を再開している。

## エピソード
- 前述の近鉄対日本ハム10回戦では、当時日本ハムに在籍していた上田佳範が、山崎慎太郎からプロ初本塁打を放った。
- 2009年5月30日、ウエスタン・リーグ公式戦・阪神タイガース対福岡ソフトバンクホークス6回戦が開催された。試合は阪神が岩田稔、ソフトバンクが大場翔太の先発で始まり、岩田は7回まで2失点と好投した。直後の7回裏、阪神は柴田講平の1号3点本塁打などで一挙4点を挙げ逆転し、結局5-2で勝利した。当初の予定では翌5月31日と合わせて2連戦だったものの、同日は雨天のため中止となった。

## 施設命名権

### 三條機械スタジアム

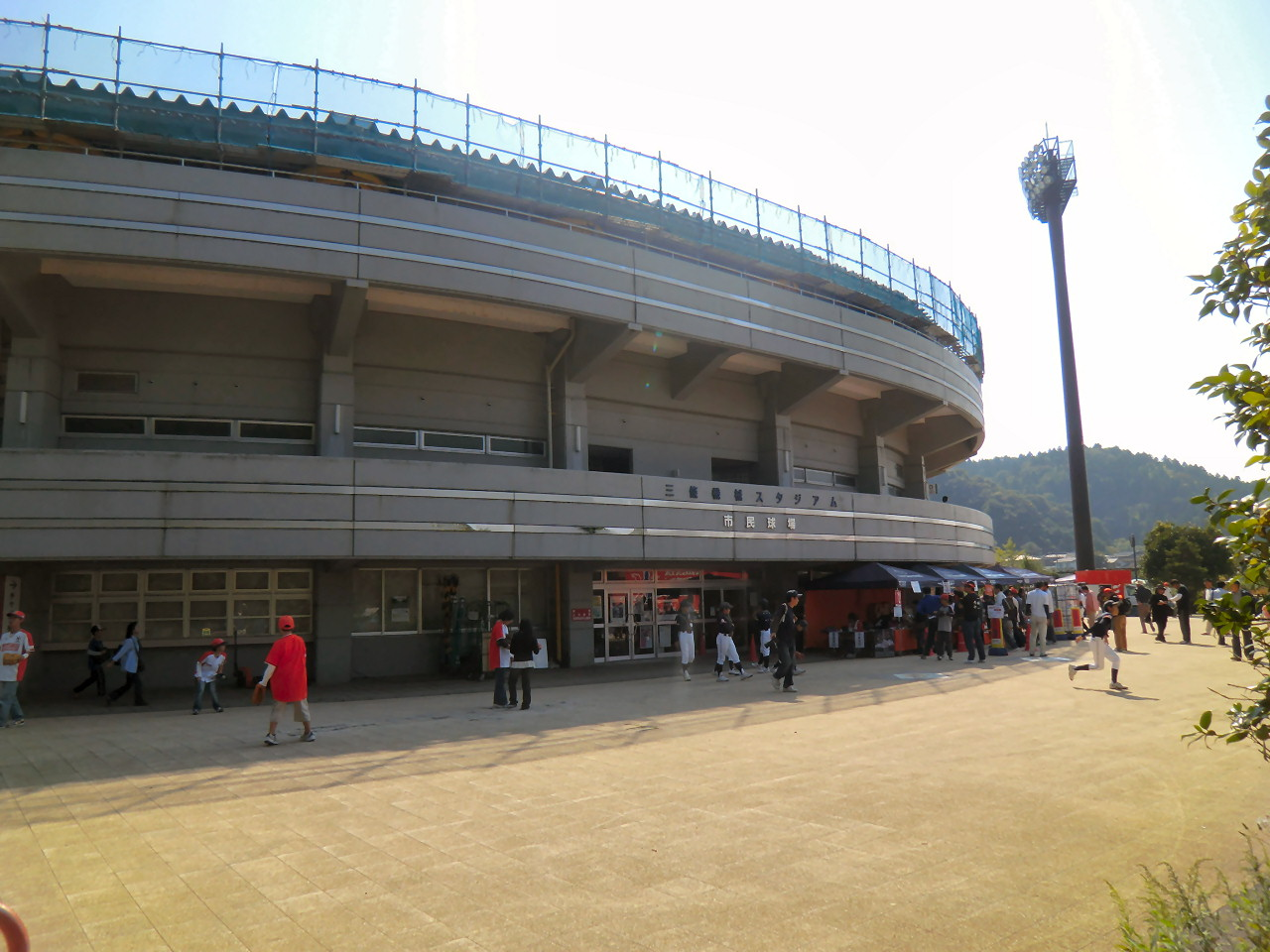
スタジアムの入口。2011年10月撮影。

三条市では2008年度から市内の公共施設に施設命名権を導入することを決め、このうち市民球場について同年1月4日から1月31日までの約1箇月間、年額800万円以上の条件で募集を行ったところ、市内に本社を置き自動販売機などを製造する精密機械大手の三條機械製作所1社が年額1000万円、契約期間3箇年の条件で応募した。市は2月5日に選定委員会を開いて同社を売却先に決定、呼称を三條機械スタジアム、公式略称を三機スタジアムとする旨が決定し、2月14日に調印式が執り行われ、4月1日から呼称が採用された。
新潟県内で公共施設の命名権が売却されるのは通算3例目だが、市町村が所有する公共施設では初のケースであった。
1回目の契約期間満了前の2011年春、同社は優先交渉権を行使した上で年額1000万円、契約期間3箇年の同一条件で契約を更新し、引き続き2014年3月31日まで同一呼称を使用した。

### 三条パール金属スタジアム
しかし三條機械製作所が2013年秋、命名権契約をこれ以上更新しない意向を示したことから、市は同年11月12日の市長定例会見において、新たな契約先の公募実施を発表した。国定勇人三条市長は三條機械との契約終了を残念としながらも「6年間ご貢献をいただいたことに深く感謝申し上げたい」と述べた。
そして11月20日から1か月間にわたり、これまでと同条件の年額800万円以上の条件で公募を実施した結果、市内に本社を置き家庭用品やアウトドア用品の製造販売を手掛けるパール金属1社が年額840万円、契約期間3箇年の条件で応募し、審査の結果売却先に決定、呼称は三条パール金属スタジアムに、公式略称はパールスタジアムに決定し、2014年1月14日に調印式が執り行われ、4月1日から呼称が採用された。2017年4月には、同一条件でさらに3年間契約更新されている。

## 施設概要
- 両翼：99.1m（フェンス表記は99m）、中堅：122m
- 内野：クレー舗装、外野：高麗芝
- 照明設備：6基
  - 最大照度：投捕間＝1000Lx、内野＝750Lx、外野＝400Lx（プロ野球開催に対応する照度を充足していない）
- スコアボード：磁気反転式
- 収容人員：14,800人収容（内野：ネット裏＝背もたれ付きセパレート席、一・三塁側＝背もたれ無しセパレート席、外野：芝生）
- 一・三塁側スタンド下に室内練習場あり

## 交通
- JR燕三条駅三条口・東三条駅から越後交通「三条市内循環バス」（ぐるっとさん）南コースで「三條機械スタジアム」下車すぐ
  - スタジアム経由は4～10月の土曜・休日のみ。それ以外は同コースで「如法寺団地入口」下車後徒歩約3分
  - イベント時には臨時バス運行あり
    - NPBファーム公式戦・BCリーグ公式戦開催時は東三条駅発（過去は燕駅発・燕三条駅・東三条駅経由）
    - 高校野球公式戦開催時には基本的に運行されないが、東三条駅発の便が運行される場合がある
- 北陸自動車道・三条燕ICより国道289号（第一・第二産業道路）経由で約15分